# Peggy Glanville-Hicks
Peggy Winsome Glanville-Hicks (født 29. december 1912 i Melbourne, Australien - død 25. juni 1990 i Sydney, Australien) var en australsk komponist.
Hicks begyndte allerede som 15 årig at studere komposition hos Fritz Hart i Melbourne.
Fra (1931 – 1936 ) studerede hun på Royal College of Music i London. Hun studerede klaver hos Arthur Benjamin, komposition hos Ralph Vaughan Williams, og direktion hos Constant Lambert og Malcolm Sargent.
Blandt hendes værker er: Sinfonia da Pacifica, Etruscan Concerto, Concerto Romantico og en Harpe Sonate, som blev uropført af Nicanor Zabaleta (1953).
Hun flyttede til USA, hvor hun blev kritiker for New York Herald Tribune i årene 1949 – 1958. Hun flyttede herefter til Grækenland, hvor hun boede i årene 1950-1976, hvorefter hun flyttede tilbage til USA, for så i 1980 at slå sig ned i Australien til sin død i 1990.

## Udvalgte værker
- "Stillehavets Symfoni" (1952-1953) - for orkester
- 3 Gymnopedier (1953) - for obo, cembalo, harpe og strygeorkester
- "Etruskisk koncert (1956) - for klaver og kammerorkester
- "Romantisk koncert (1956) - for bratsch og kammerorkester
- Harpe sonate (1950) - for harpe
- "De transponerede hoveder" "Legende fra Indien" (1953) - opera
- "Caedmon" (1933) - opera
- "Breve fra Morocco" (1952) - for tenor og lille orkester
- "Masken af den vilde mand" (1958) - ballet
- "Den glitrende port" (1957) - opera
- "Saul & og heksen fra Endor" (1964) - tv ballet
- "Tragisk" fejring (1966) - ballet